# Can Camps

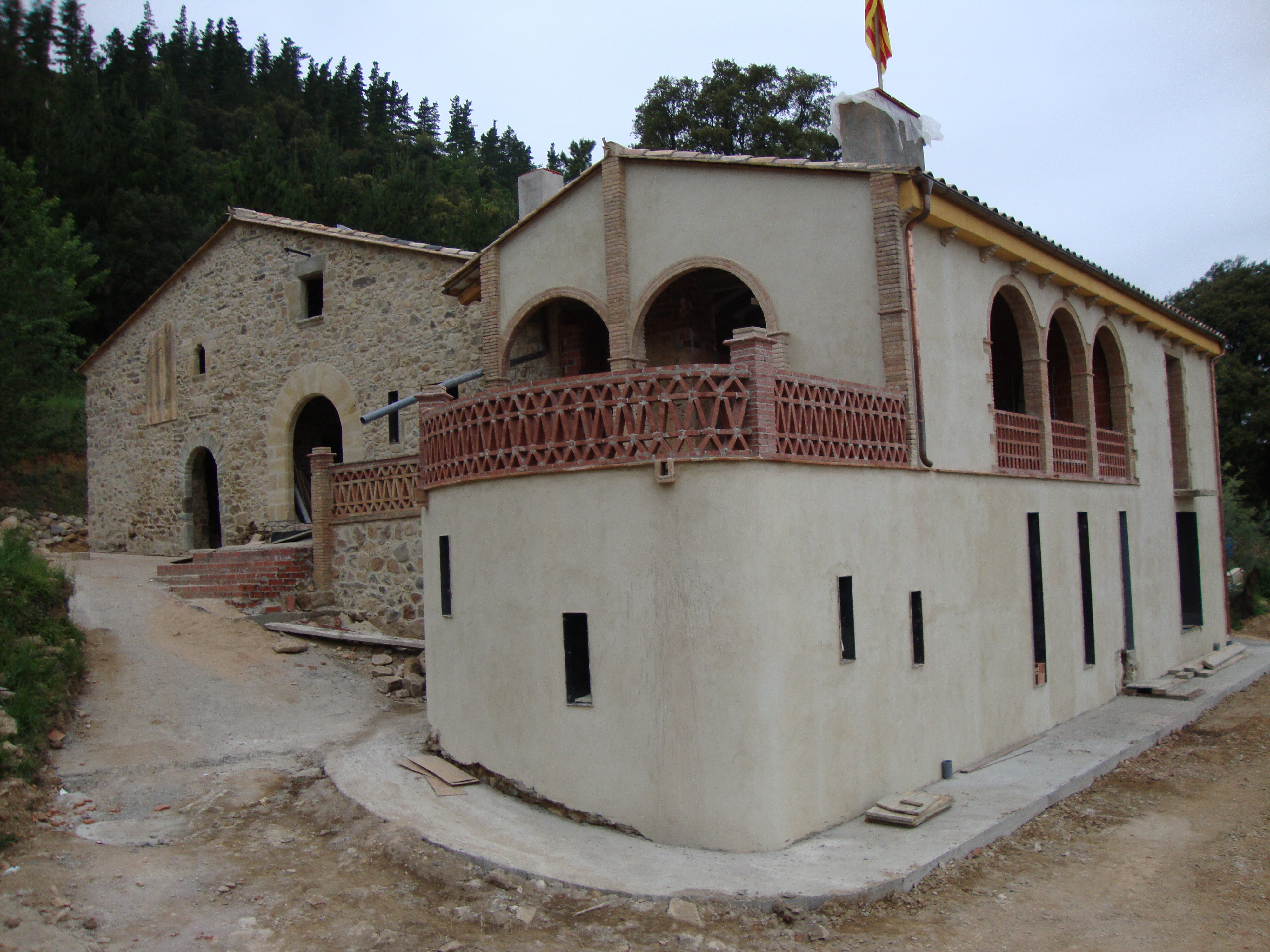
Can Camps en 2012

Can Camps est une ferme historique qui se trouve dans le voisinage du les Masies de Sant Amanç, à l'intérieur de la municipalité d'Anglés, dans la province de Girona en Catalogne.